# 1979年大韓民国大統領選挙
1979年大韓民国大統領選挙は、大韓民国の元首である大韓民国大統領を選出するために行われた選挙で、1979年12月6日に統一主体国民会議で投票が行われた。

## 概要
1979年10月26日、朴正煕大統領が側近の金載圭中央情報部部長に暗殺（10・26事件）された結果、空白となった大統領を選出するために行われた。選挙に唯一立候補した崔圭夏大統領権限代行（10・26事件の直後、憲法の規定により就任）が当選した。

## 基礎データ
- 選挙事由：大統領の死去
- 選挙制度：統一主体国民会議代議員の投票による間接選挙
- 立候補：統一主体国民会議代議員200名以上の推薦を得る必要あり
- 当選：代議員投票の過半数の賛成で当選

## 選挙結果
| 選挙人数 | 2,560 |
| 投票者数 | 2,549 |
| 投票率   | 99.6% |

| 選挙人数 | 投票数 | 投票数 | 投票数 | 棄権数 | 当選者得票 | 当選者得票 | 当選者得票 |
| 選挙人数 | 合計   | 有効   | 無効   | 棄権数 | 当選者     | 得票数     | 得票率     |
| -------- | ------ | ------ | ------ | ------ | ---------- | ---------- | ---------- |
| 2,560    | 2,549  | 2,465  | 84     | 11     | 崔圭夏     | 2,465      | 96.70%     |

出典：<표 2-3> 간접선거로 치러진 역대 대통령선거의 선거인수 및 투표 상황（間接選挙として行われた歴代大統領選挙の選挙人数及び投票状況）、<표 2-4> 간접선거로 치러진 역대 대통령선거의 당선인 득표율（間接選挙として行われた歴代大統領選挙の当選人得票率）。『大韓民國選擧史』第4輯、56～57頁